# Велика, більша й найбільша (фільм)
«Велика, більша й найбільша» (пол. Wielka, większa i największa) — польський молодіжний фільм 1962 року режисера Анни Соколовської. Екранізація повісті Єжи Брошкевича під аналогічною назвою.

## Життєпис
Пара головних героїв — підлітки Іка та Грошека, під час дворової гри на подвір'ї, вони помічають старий, пошкоджений автомобіль Opel Kapitän, який придбав для себе їх сусід. Незабаром після цього Грошек захистив «Капітана» від банди вуличних грабіжників, які намагалися зняти з авто колеса. Незабаром виявилося, що старий Opel не звичайний автомобіль — за допомогою свого радіо він може спілкуватися з людьми, а також сам керувати собою. Двоє героїв отримують три завдання, зміст яких полягає в спасінні людей, які цього потребують. Кожне з цих завдань-пригод важливіше попереднього (звідси й назва) — спочатку Іка та Грошек знаходять зниклого хлопчика й допомагають міліції захопити розшукуваного злочинця, який його викрав, а потім рятують екіпаж загубленого пасажирського літака «Тайфун», який здійснив аварійну посадку в Сахарі, допоки їм нарешті не довелося вести переговори з представниками планети Вега, які, стурбовані атомними випробуваннями на Землі, привели на їх планету, щоб побачити, чи людська раса загрожує цілому всесвіту. У всіх трьох пригодах Іку та Грошеку допомагають машини й технічні пристрої — це власне «Opel Kapitän», літак Як, радіоприймачі, телефони.

## У ролях
- Кінга Сієнго — «Іка»
- Войцех Пузинський — «Грошек»
- Софія Куцовна — мати «Грошека»
- Броніслав Павлик — батько «Грошека»
- Урсула Модринська — мати «Іки»
- Анджей Щепковський — батько «Іки»
- Януш Клосинський — Євстахій Кужевик, викрадач хлопчика
- Ян Матчшкевич — спільник Євстахія Кужевика
- Зигмунт Малавський — власник «Opel Kapitän»
- Теодор Гендера — капітан літака «Тайфун»
- Богуш Білевський — другий пілот літака «Тайфун»
- Мечислав Стоор — радіотелеграфіст літака «Тайфун»
- Збігнєв Юзефович — міліціонер, який затримав викрадачів
- Роман Вільгельмі — мешканець планети Вега
- Едита Войтчак — Едіта Войтчак
- Ян Сузин — Ян Сузин
- Чеслав Новицький — Чеслав Новицький
- Данута Пшесмицька — голос «Іки»
- Станіслав Мільський — голос «Опеля Капітана»
- Казимєж Віхнярж — голос «Яка»